# 주상성
주상성（朱相成,1933년 8월 1일 ~)은 조선민주주의인민공화국의 정치인이다.강원도 문천에서 출생하였다.

## 경력
- 연도미상 김일성군사종합대학
- 1970년 당 중앙위 후보위원
- 1990년 최고인민회의 제9기 대의원
- 1991년 당 중앙위 위원
- 1992년 인민군 상장
- 1994년 김일성 국가장의위원회 위원
- 1995년 오진우 국가장의위원회 위원
- 1997년 인민군 대장
- 1997년 제4군단장
- 1998년 최고인민회의 제10기 대의원
- 2004년 인민보안상
- 2005년 연형묵 국가장의위원회 위원
- 2008년 박성철 국가장의위원회 위원
- 2009년 최고인민회의 제12기 대의원 겸 법제위원장, 국방위원회 위원, 인민보안상(유임)
- 2010년 인민보안부장(구 인민보안상)
- 2010년 김중린 국가장의원회 위원
- 2010년 당 정치국 위원, 당 중앙위원
- 2010년 조명록 국가장의위원회 위원
- 2011년 인민보안부장 해임
- 2011년 최고인민회의 법제위원장 해임

| 전임 최용수 | 조선민주주의인민공화국의 인민보안상 2004년 7월 9일 - 2009년 4월 9일 | 후임 주상성 |

| 전임 주상성 | 조선민주주의인민공화국의 인민보안부장 2010년 4월 9일 - 2011년 4월 | 후임 리명수 |

|  | 조선민주주의인민공화국 국방위원회 위원 (전병호, 김일철, 백세봉, 우동측, 주규창, 김정각과 공동) - 2009년 4월 9일 | 후임 전병호, 김일철, 백세봉, 주상성, 장성택, 우동측, 주규창, 김정각 |

| 전임 전병호, 김일철, 백세봉, 주상성, 우동측, 주규창, 김정각 | 조선민주주의인민공화국 국방위원회 위원 (전병호, 김일철, 백세봉, 장성택, 우동측, 주규창, 김정각과 공동) 2009년 4월 9일 - |  |